# 恵利寺
恵利寺（えりじ）は岐阜県関市武芸川町跡部にある十一面観音菩薩を本尊とする臨済宗妙心寺派の寺院で、山号は尾崎山。美濃三十三観音霊場6番札所。

## 歴史
聖武天皇が病魔に侵された際に、行基が大跡部皇子(武烈天皇の皇子と伝わるが、古事記並びに日本書紀には武烈天皇には子女なしと記されている。)の旧跡で自刻の十一面観音菩薩と経石を祀りその平癒を祈願したのが起源と伝わる。霊験あって快復した聖武天皇が仏恩に報いるため観自在王院の勅額を下賜して伽藍を寄進した。
平安時代には多くの子院、末寺を備えるなど、隆盛を極めた。また、この時代に覚鑁が不動明王を納めている。その後は幾多の戦乱を経て次第に衰微し、永禄7年(1564年)に織田信長の美濃侵攻の際に兵火に焼かれて烏有に帰した。しかしながら、本尊の十一面観音菩薩など、多くの寺宝は焼失を免れ現代に伝わっている。
江戸時代になってこの名跡を長良崇福寺8世の物堂宗接が中興し、以来臨済宗妙心寺派の寺院となる。妙心寺派の第10代管長、妙心寺564世住持の猷禅玄達が当寺で出家しており、それを記念する碑が境内に立っている。また、境内では弁天池及び弁天堂、白山社がある。